# Panekla
Panekla (panécla) – rodzaj aksamitu, który posiada włókienną okrywę i jest przeplatany dodatkami z barwnej przędzy, bądź złotymi lub srebrnymi nitkami.